# Jämtkraft Arena
La Jämtkraft Arena è uno stadio di calcio situato a Östersund, in Svezia. La sua capienza è di 6 626 posti.

## Storia
A partire dal 13 luglio 2007 l'Östersunds FK ha abbandonato il vecchio Hofvallen per inaugurare il nuovo impianto, costato 86,5 milioni di corone e situato nella parte nord nella cittadina, in un quartiere chiamato Stadsdel Norr.
Da allora, oltre alla squadra maschile, l'impianto è utilizzato regolarmente anche dalla formazione femminile dell'Östersunds DFF.
Il 13 aprile 2017 la Jämtkraft Arena è stata il teatro della vittoria della prima Coppa di Svezia da parte dell'Östersund.
Esattamente tre mesi dopo, il 13 luglio 2017, l'arena ha ospitato la sua prima partita di Europa League, vinta a sorpresa dalla squadra di casa per 2-0 contro il Galatasaray.
L'attuale record di presenze coincide con l'ultima giornata del campionato di Superettan 2015 (Östersund-Ljungskile 2-0) quando 6 544 spettatori hanno celebrato la prima promozione in Allsvenskan, già conquistata matematicamente dopo la precedente partita.
Le due tribune principali sono entrambe coperte. A partire dal 2013, anno della prima stagione in Superettan, è presente anche una tribuna scoperta su uno dei due lati corti.